# فریادزنان (فیلم ۲۰۰۶)
فریادزنان (انگلیسی: Screamers) یک فیلم مستند دربارهٔ نسل‌کشی ارمنی‌ها به کارگردانی کارلا کاراپتیان است که در تاریخ ۸ دسامبر سال ۲۰۰۶ اکران عمومی شد.

## بازیگران
از بازیگران آن می‌توان به سرژ تانکیان، دارون ملکیان، شاوو اودادجیان، و جان دالمایان اشاره کرد.